# Concessions du bassin minier du Nord-Pas-de-Calais

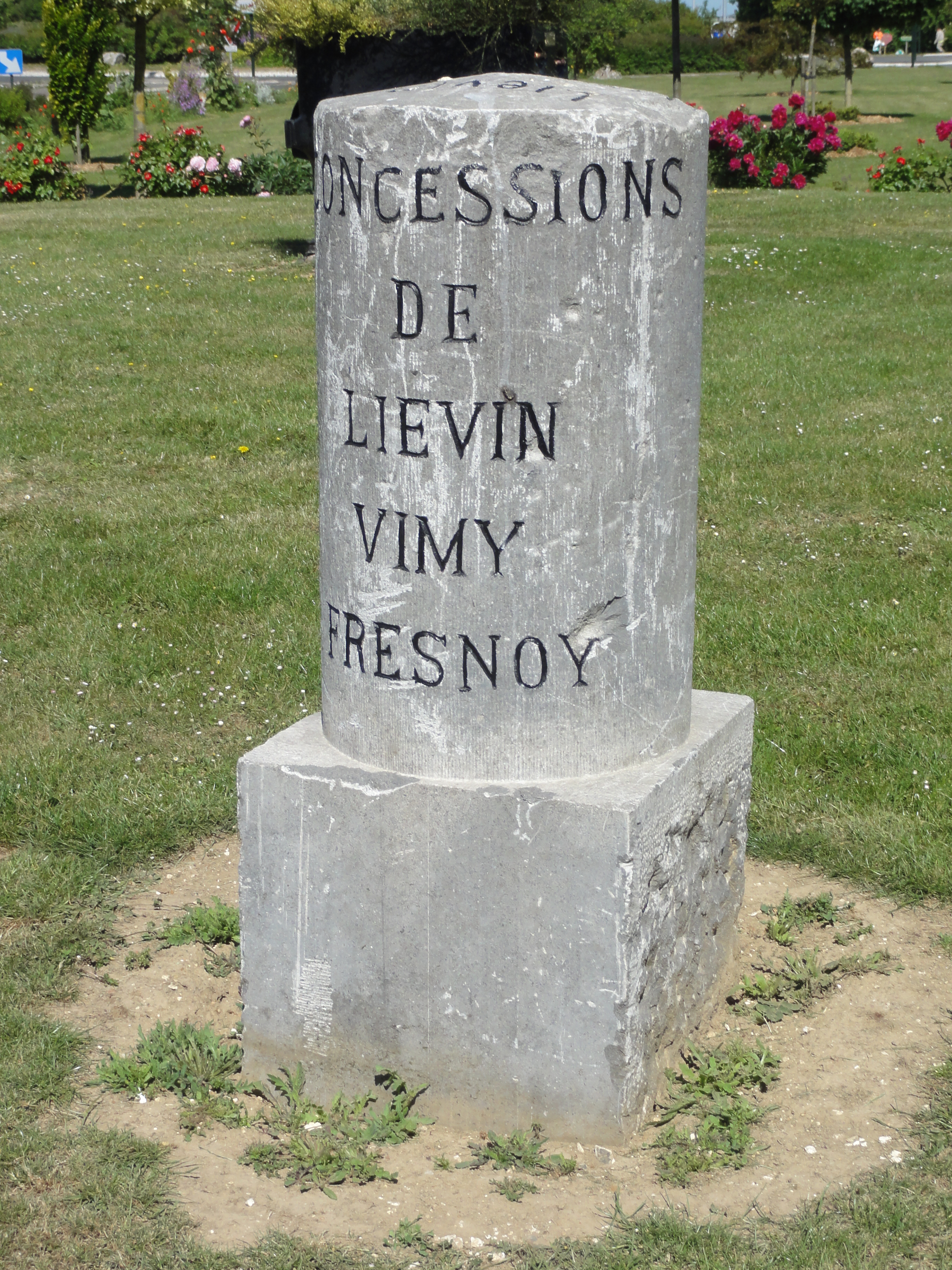
Borne délimitant à l'origine les concessions de Liévin et de Vimy-Fresnoy, aujourd'hui installée à Vimy près d'une ancienne fosse.

Les concessions du bassin minier du Nord-Pas-de-Calais représentent la division des zones d'exploitation houillère du Nord-Pas-de-Calais en étendues superficielles attribuées à diverses compagnies minières. La première concession est accordée avant même que la houille ne soit découverte le 3 février 1720 à la fosse Jeanne Colard de Fresnes-sur-Escaut par la Société Desaubois. Ces premières concessions sont très vaste, mais la loi du 28 juillet 1791 qui prescrit que « toute exploitation actuellement et régulièrement existante obtient cinquante ans de durée à partir de 1791, mais est restreinte à six lieux carrées », entraîne une réduction de la surface des concessions appartenant aux compagnies minières d'Anzin et d'Aniche, source de nombreuses contestations.
La première période de cherté des houilles, liée à la révolution industrielle des années 1830 et 1840, entraîne la création d'un grand nombre de sociétés de recherches dans le Nord, dont certaines parviennent à obtenir des concessions. Les années 1850 et 1860 sont marquées par les découvertes des prolongements du bassin minier du Nord vers le Pas-de-Calais, les terrains renfermant le charbon sont assez vite attribués, malgré un assez grand nombre de conflits, et les concessions existantes sont pour la plupart étendues. Pendant ce temps, l'exploitation du bassin du Boulonnais se poursuit de manière plus ou moins régulière, sans toutefois se développer. La fin du XIXe siècle et le début du XXe siècle sont marqués par de petites sociétés qui viennent s'implanter au nord et au sud des concessions existantes, mais à l'exception de la Compagnie des mines de Drocourt, les sociétés implantées n'atteignent pas une grande taille, tandis que certaines sont éphémères, et que d'autres finissent rachetées. Certaines compagnies récemment arrivées ont dû creuser des puits parfois profond de plus d'un kilomètre.
Après la Seconde Guerre mondiale, les compagnies ont été nationalisées, et les concessions sont devenues la propriété de Charbonnages de France. L'exploitation se fait alors en groupes. Ainsi, une concession peut être exploitée par plusieurs groupes, et un groupe peut exploiter plusieurs concessions.
La dernière gaillette de charbon remonte le 21 décembre 1990 de la fosse no 9 - 9 bis des mines de Dourges à Oignies, une des fosses de service du siège de concentration no 10 du Groupe d'Oignies. Charbonnages de France renonce à la plupart de ses concessions au milieu des années 2000. Cette procédure a notamment pour effet la matérialisation des têtes des puits.

## Historique

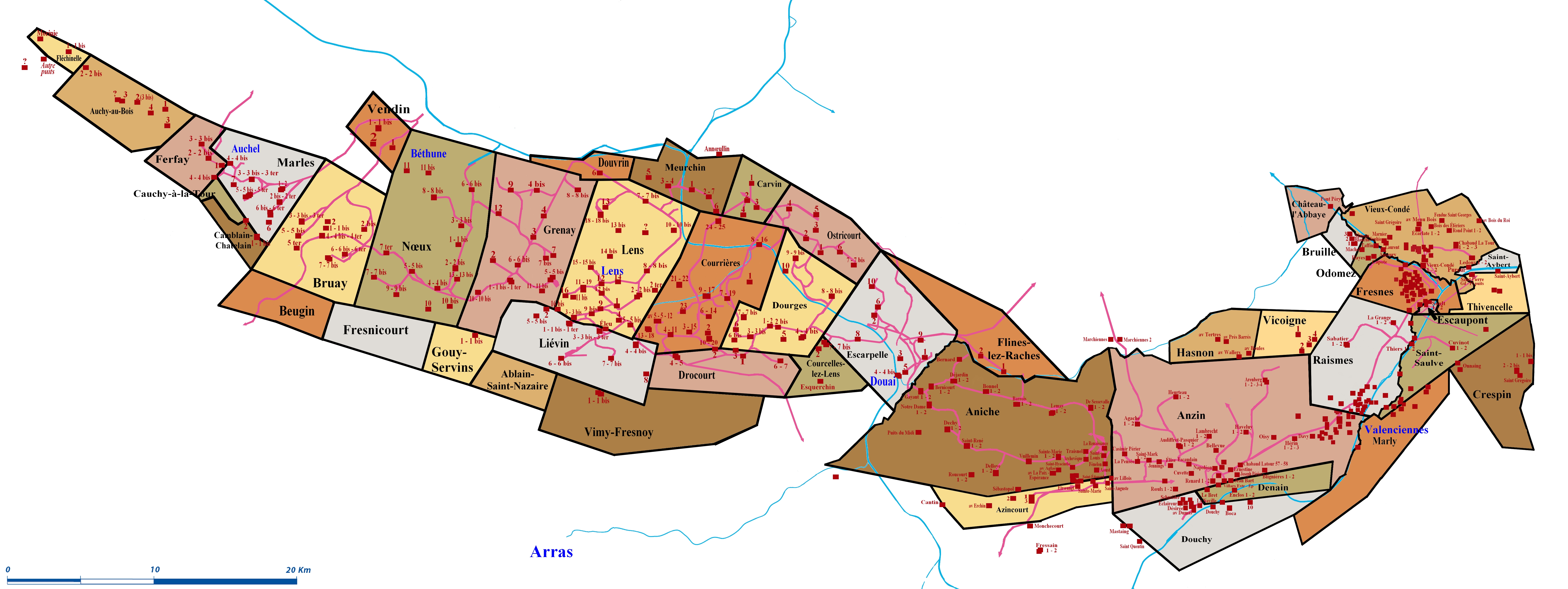
Carte représentant les concessions du bassin minier hors Boulonnais, avec les fosses qui y ont été creusées.

Le bassin minier du Nord-Pas-de-Calais, à l'exclusion du Boulonnais, s'étend dans la direction du sud-est au nord-ouest, de la frontière de la Belgique jusqu'à la hauteur d'Aire-sur-la-Lys. Sa largeur est comprise entre huit et douze kilomètres de Quiévrechain jusqu'à Béthune, et à partir de cette localité, elle se réduit à quatre kilomètres et va en diminuant de plus en plus jusqu'à Auchy-les-Mines et Enquin-les-Mines, où elle n'est plus que d'environ un kilomètre.
En 1875, dans son ouvrage Nouvelle carte des bassins houillers du Nord et du Pas-de-Calais, Émile Vuillemin, directeur de la Compagnie des mines d'Aniche et ingénieur, indique que cette zone comprend trente-huit concessions, qui représentent une superficie totale de 109 183 hectares. La surface de ces concessions est très variable, et est comprise entre 110 hectares pour Escautpont, et 11 850 hectares pour les concessions d'Anzin et d'Aniche. Toutefois, la surface moyenne de ces concessions est de 2 873 hectares. Plusieurs concessions peuvent appartenir à la même compagnie : la Compagnie des mines d'Anzin en possède huit, d'une superficie totale de 28 053 hectares, la Compagnie de Fresnes-Midi trois, de 1 546 hectares, la Compagnie des mines de Lens deux, de 6 939 hectares, enfin la Compagnie des mines de Ferfay en possède deux, représentant une superficie de 1 206 hectares. Les concessions de la Compagnie d'Hardinghen comprennent une superficie de 3 431 hectares.
En 1946, après la Nationalisation, les concessions appartiennent à Charbonnages de France et sont exploitées par les différents groupes, puis par les unités de production, les secteurs, et enfin par les sièges des dernières concentrations subsistantes. Charbonnages de France renonce à la plupart de ses diverses concessions au milieu des années 2000, et en profite pour matérialiser les têtes de puits.

## Liste des concessions
| Noms des concessions                   | Compagnies propriétaires Groupes exploitants                                          | Superficie (en hectares) | Dates des titres qui ont institué ces concessions                                       | Arrêté acceptant la renonciation |
| -------------------------------------- | ------------------------------------------------------------------------------------- | ------------------------ | --------------------------------------------------------------------------------------- | -------------------------------- |
| Fresnes                                | Sté Desaubois Sté Desandrouin-Taffin Cie d'Anzin Gpe de Valenciennes                  | 2 073                    | 8 mai 1717 9 juillet 1720 16 mars 1756 1er mai 1759, 9 juillet 1782 29 ventôse an VII,  | 15 janvier 2007                  |
| Anzin                                  | Sté Desaubois Sté Desandrouin-Taffin Cie d'Anzin Gpe de Valenciennes                  | 11 851                   | 8 mai 1717 9 juillet 1720 29 mars 1735, 1er mai 1759, 9 juillet 1782 29 ventôse an VII, | 15 janvier 2007                  |
| Vieux-Condé                            | Sté Desandrouin-Cordier Cie d'Anzin Gpe de Valenciennes                               | 3 962                    | 14 octobre 1749 21 avril 1751 29 ventôse an VII, 1855                                   | 25 septembre 2007                |
| Raismes                                | Sté de Raismes Cie d'Anzin Gpe de Valenciennes                                        | 4 819                    | 13 décembre 1754 1er mai 1759, 9 ventôse an VII,                                        | 20 avril 2007                    |
| Saint-Saulve                           | Cie d'Anzin Gpe de Valenciennes                                                       | 2 200                    | 1770 1810 1834                                                                          | 22 novembre 2006                 |
| Aniche                                 | Cie d'Aniche Gpe de Douai                                                             | 11 850                   | 10 mars 1774 6 août 1779 1784 6 prairial an IV                                          | 22 novembre 2006                 |
| Hardinghen                             | Différentes sociétés Cie de Réty, Ferques et Hardinghen                               | 3 431                    | 31 décembre 1793 confirmée le 10 décembre 1800,                                         | 20 avril 2007                    |
| Denain                                 | Cie d'Anzin Gpe de Valenciennes                                                       | 1 344                    | 5 juin 1831                                                                             | 17 février 2006                  |
| Douchy                                 | Cie de Douchy Gpe de Valenciennes                                                     | 3 419                    | 12 février 1832,                                                                        | 23 juin 2006                     |
| Odomez                                 | Cie d'Anzin                                                                           | 316                      | 6 octobre 1832,                                                                         | 21 mars 2007                     |
| Bruille                                | Cie de Bruille                                                                        | 403                      | 6 octobre 1832                                                                          | 15 mai 2006                      |
| Crespin                                | Cie de Crespin Gpe de Valenciennes                                                    | 2 842                    | 27 mai 1836                                                                             | 21 juillet 2004                  |
| Château-l'Abbaye                       | Cie de Bruille                                                                        | 916                      | 17 ou 19 août 1836                                                                      | 28 septembre 2006                |
| Marly                                  | Cie de Marly                                                                          | 3 313                    | 8 décembre 1836                                                                         | 22 mars 2005                     |
| Ferques                                | Sté de Ferques                                                                        | 1 364                    | 27 janvier 1837                                                                         | 20 avril 2007                    |
| Hasnon                                 | Cie d'Hasnon Cie d'Anzin                                                              | 1 488                    | 23 janvier 1840                                                                         | 26 janvier 2006                  |
| Azincourt                              | Cie d'Azincourt                                                                       | 2 182                    | 29 décembre 1840 15 février 1860,                                                       | 28 septembre 2006                |
| Fiennes                                | Sté de Fiennes                                                                        | 431                      | 29 décembre 1840                                                                        | ?                                |
| Escautpont                             | Cie de Thivencelle Gpe de Valenciennes                                                | 110                      | 10 septembre 1841                                                                       | 22 novembre 2006                 |
| Thivencelle                            | Cie de Thivencelle Gpe de Valenciennes                                                | 981                      | 10 septembre 1841 20 juin 1842                                                          | 21 mars 2007                     |
| Saint-Aybert                           | Cie de Thivencelle Gpe de Valenciennes                                                | 455                      | 10 septembre 1841                                                                       | 28 septembre 2006                |
| Vicoigne                               | Cie de Vicoigne Gpe de Valenciennes                                                   | 1 320                    | 12 septembre 1841                                                                       | 26 janvier 2006                  |
| Escarpelle                             | Cie de l'Escarpelle Gpe de Douai                                                      | 4 721                    | 29 septembre, ou 27 novembre, 1850                                                      | 12 juillet 2006                  |
| Dourges                                | Cie de Dourges Gpes d'Hénin-Liétard et d'Oignies Gpe Centre                           | 3 787                    | 5 août 1852,                                                                            | 24 novembre 2005                 |
| Courrières                             | Cie de Courrières Gpe d'Hénin-Liétard Gpe Centre                                      | 5 460                    | 5 août 1852 27 août 1854 25 juillet 1874,                                               | 24 octobre 2006                  |
| Lens                                   | Cie de Lens Gpe de Lens Gpe de Lens-Liévin Gpe de Lens-Liévin-Béthune                 | 6 239                    | 15 janvier 1853 27 août 1854 15 septembre 1862,                                         | 26 janvier 2007                  |
| Bully-Grenay                           | Cie de Béthune Gpe de Béthune Gpe de Lens-Liévin-Béthune                              | 6 352                    | 15 janvier 1853 21 juin 1877,                                                           | 2 juillet 2007                   |
| Nœux                                   | Cie de Vicoigne-Nœux Gpe de Béthune Gpe de Lens-Liévin-Béthune                        | 7 979 ou 8 028           | 15 janvier 1853 30 décembre 1857                                                        | 2 juillet 2007                   |
| Bruay                                  | Cie de Bruay Gpe de Bruay Gpe d'Auchel-Bruay                                          | 3 809                    | 29 décembre 1855,                                                                       | 22 octobre 2007                  |
| Marles                                 | Cie de Marles Gpe d'Auchel Gpe d'Auchel-Bruay                                         | 2 990                    | 29 décembre 1855,                                                                       | 25 septembre 2007                |
| Ferfay                                 | Cie de Ferfay Cie de Marles Gpe d'Auchel                                              | 1 700                    | 29 décembre 1855 26 juin 1883                                                           | 25 septembre 2007                |
| Auchy-au-Bois                          | Cie d'Auchy-au-Bois Cie de Ligny-lès-Aire Gpe d'Auchel                                | 2 931                    | 29 décembre 1855 22 avril 1863 11 avril 1878,                                           | 13 juillet 2005                  |
| Vendin                                 | Cie de Vendin Cie de Vendin-lez-Béthune                                               | 1 166                    | 6 mai 1857                                                                              | ?                                |
| Fléchinelle                            | Cie de la Lys-Supérieure Cie de Ligny-lès-Aire Gpe d'Auchel                           | 533 ou 542               | 31 août 1858 16 juillet 1863                                                            | 7 février 2005                   |
| Ostricourt                             | Cie d'Ostricourt Gpe d'Oignies Gpe Centre                                             | 2 300                    | 19 décembre 1860                                                                        | 17 février 2006                  |
| Carvin                                 | Cie de Carvin Gpe d'Oignies Gpe Centre                                                | 1 150                    | 19 décembre 1860                                                                        | 15 mai 2006                      |
| Meurchin                               | Cie de Meurchin Cie de Lens Gpe de Lens Gpe de Lens-Liévin Gpe de Lens-Liévin-Béthune | 1 763                    | 19 décembre 1860 18 mars 1863,                                                          | 22 novembre 2006                 |
| Annœullin                              | Sté de Don Sté d'Annœullin-Divion                                                     | 920                      | 19 décembre 1860                                                                        | ?                                |
| Liévin                                 | Cie de Liévin Gpe de Liévin Gpe de Lens-Liévin Gpe de Lens-Liévin-Béthune             | 2 981                    | 15 septembre 1862 2 février 1874 21 juin 1877 24 mai 1880                               | 24 octobre 2006                  |
| Douvrin                                | Cie de Douvrin Cie de Lens Gpe de Lens Gpe de Lens-Liévin Gpe de Lens-Liévin-Béthune  | 700                      | 18 mars 1863                                                                            | 28 septembre 2006                |
| Cauchy-à-la-Tour                       | Cie de Cauchy-à-la-Tour Cie de Ferfay Cie de Marles Gpe d'Auchel                      | 278                      | 21 mai 1864                                                                             | 3 septembre 2007                 |
| Courcelles-lez-Lens                    | Sté de Courcelles-lez-Lens Cie de l'Escarpelle Gpe de Douai                           | 1 162                    | 18 septembre 1877 30 avril 1880                                                         | 23 mars 2006                     |
| Drocourt                               | Cie de Drocourt Gpe d'Hénin-Liétard Gpe Centre                                        | 2 544                    | 22 juillet 1878                                                                         | 26 avril 2006                    |
| Flines-lez-Raches                      | Cie de Flines Cie d'Aniche Gpe de Douai                                               | 2 850                    | 9 août 1892                                                                             | 17 février 2006                  |
| Camblain-Châtelain                     | Cie de La Clarence Gpe d'Auchel                                                       | 746                      | 13 août 1895                                                                            | 26 janvier 2007                  |
| Vimy Fresnoy-en-Gohelle (Vimy-Fresnoy) | Cie de Vimy-Fresnoy                                                                   | 1 920 3 180              | 16 juin 1908                                                                            | 30 septembre 2004                |
| Gouy-Servins Fresnicourt               | Cie de Gouy-Servins et Fresnicourt Réunis                                             | 1 780 ?                  | 16 juin 1908                                                                            | ?                                |
| Ablain-Saint-Nazaire                   | Cie d'Ablain-Saint-Nazaire inexploitée                                                | ?                        | 1908                                                                                    | 12 février 1999                  |
| Beugin                                 | Cie de Beugin inexploitée                                                             | ?                        | 1908                                                                                    | 12 février 1999                  |